# Phycogorgia fucata
Phycogorgia fucata is een zachte koraalsoort uit de familie Gorgoniidae. De koraalsoort komt uit het geslacht Phycogorgia. Phycogorgia fucata werd in 1846 voor het eerst wetenschappelijk beschreven door Valenciennes. 